# Volley 2002 Forlì Bologna 2012-2013
Questa voce raccoglie le informazioni riguardanti il Volley 2002 Forlì Bologna nelle competizioni ufficiali della stagione 2012-2013.

## Stagione

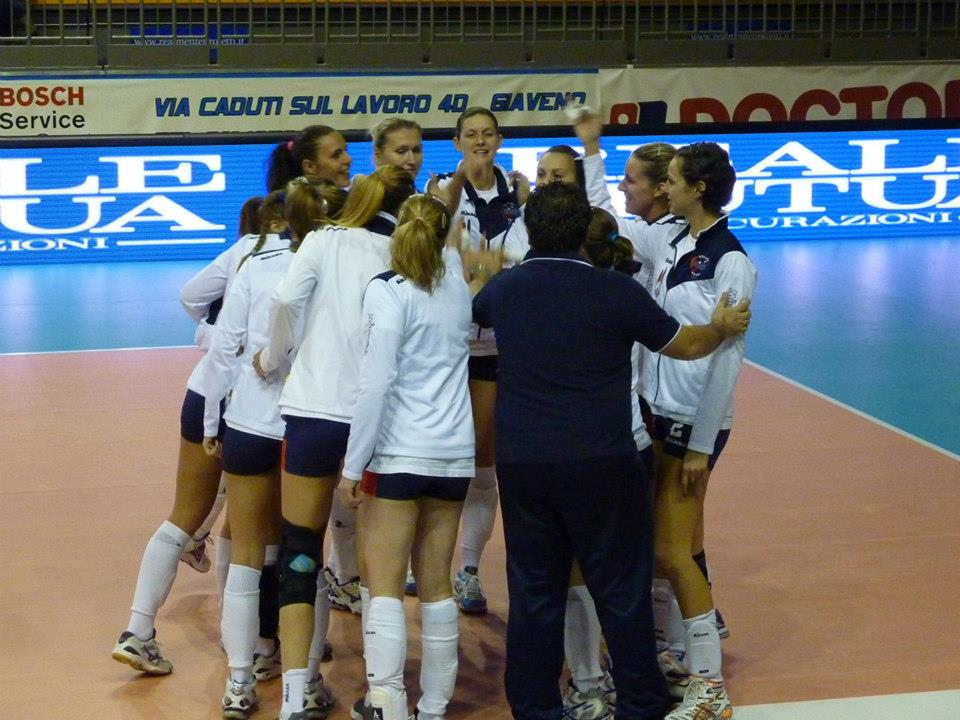
La squadra durante il riscaldamento

Il Volley 2002 Forlì Bologna, disputa la stagione 2012-13 in Serie A1, per la settima volta nella sua storia, dopo aver acquistato i diritti sportivi dall'Asystel Volley di Novara: la società romagnola utilizza per la prima volta tale denominazione, in sostituzione della precedente Volley 2002 Forlì, a seguito dello spostamento del campo da gioco a Bologna. La squadra viene completamente rivoluzionata: in panchina arriva Alessio Simone, sostituito poi da Alessandro Beltrami, e vengono acquistate alcune esperte giocatrici come Federica Stufi, Sofia Arimattei, Aleksandra Sorokina e Marina Cvetanović, a cui si affiancano a campionato in corso Tina Lipicer e Natalia Brussa.
Dopo la prima giornata, in cui la squadra riesce a raccogliere un punto a seguito della sconfitta contro il Gruppo Sportivo Oratorio Pallavolo Femminile Villa Cortese, al tie-break, in tutto il resto del girone d'andata maturano esclusivamente sconfitte, che spingono la formazione romagnola all'ultimo posto in classifica, risultato che non permette la qualificazione alla Coppa Italia. Nel girone di ritorno, grazie all'innesto di nuove giocatrici, vengono raccolti diversi risultati utili, come le due vittorie, contro il Cuatto Volley Giaveno ed il Chieri Torino Volley Club e diverse sconfitte al tie-break: tuttavia il Volley 2002 Forlì Bologna, chiude la regular season all'ultimo posto. Negli ottavi di finale dei play-off scudetto la sfida è contro il Robursport Volley Pesaro, la quale però riesce a vincere le due gare utili per qualificarsi alla fase successiva.

## Organigramma societario
Area direttiva
- Presidente: Giuseppe Camorani
- Segreteria generale: Primo Fregnani

Area organizzativa
- Direttore sportivo: Giuseppe Camorani
- Responsabile spedizioni: Luca Berarducci
- Addetto logistica: Federica Tosi, Primo Fregnani

Area tecnica
- Allenatore: Alessio Simone (fino al 26 novembre 2012), Alessandro Beltrami (dal 26 novembre 2012)
- Allenatore in seconda: Alessandro Orefice
- Assistente allenatore: Davide Furgeri, Biagio Marone
- Scout man: Luca Berarducci
- Collaboratore settore giovanile: Primo Fregnani, Biagio Marone

Area comunicazione
- Ufficio stampa: Giulia Campogrande
- Responsabile comunicazione: Piero Giannico
- Fotografo: Luca Dalle Donne

Area marketing
- Direttore marketing: Francesca Camerini
- Ufficio marketing: Federica Tosi

Area sanitaria
- Medico: Andrea Soldati
- Preparatore atletico: Alessandro Orefice
- Fisioterapista: Stefano Sabattini, Riccardo Luisi

## Rosa
| N° | Nome                | Ruolo | Data di nascita  | Nazionalità sportiva |
| -- | ------------------- | ----- | ---------------- | -------------------- |
| 1  | Alessandra Ventura  | S     | 8 febbraio 1983  | Italia               |
| 2  | Federica Stufi      | C     | 22 marzo 1988    | Italia               |
| 3  | Francesca Severi    | L     | 13 luglio 1991   | Italia               |
| 4  | Francesca Lavorenti | P     | 10 giugno 1993   | Italia               |
| 5  | Rachele Natali      | S     | 29 luglio 1994   | Italia               |
| 5  | Sara Coriani        | L     | 18 agosto 1995   | Italia               |
| 6  | Serena Vece         | S     | 2 maggio 1994    | Italia               |
| 6  | Natalia Brussa      | S     | 13 febbraio 1985 | Italia               |
| 7  | Sofia Arimattei     | S     | 17 gennaio 1981  | Italia               |
| 8  | Giulia Carraro      | P     | 25 luglio 1994   | Italia               |
| 9  | Anita Filipovics    | C     | 9 aprile 1988    | Ungheria             |
| 9  | Tina Lipicer        | S     | 9 ottobre 1979   | Slovenia             |
| 10 | Lucrezia Alfonsi    | C     | 11 marzo 1994    | Italia               |
| 11 | Alessandra Petrucci | P     | 11 febbraio 1983 | Italia               |
| 12 | Ivana Miloš         | C     | 7 marzo 1983     | Croazia              |
| 13 | Aleksandra Sorokina | S/O   | 1º ottobre 1976  | Russia               |
| 14 | Marina Cvetanović   | S     | 14 febbraio 1986 | Slovenia             |
| 15 | Daniela Ginanneschi | S     | 7 aprile 1978    | Italia               |
| 16 | Simona Minervini    | L     | 27 agosto 1994   | Italia               |
| 18 | Serena Malvestito   | C     | 21 agosto 1988   | Italia               |
| 18 | Chiara Lapi         | C     | 3 marzo 1991     | Italia               |

## Mercato
| Acquisti | Acquisti            | Acquisti         | Acquisti   |
| R.       | Nome                | da               | Modalità   |
| -------- | ------------------- | ---------------- | ---------- |
| C        | Lucrezia Alfonsi    | Idea             | definitivo |
| S        | Sofia Arimattei     | Chieri           | definitivo |
| S        | Natalia Brussa      | Universal Modena | definitivo |
| P        | Giulia Carraro      | Bergamo          | definitivo |
| S        | Marina Cvetanović   | Cuatto Giaveno   | definitivo |
| C        | Anita Filipovics    | Santa Croce      | definitivo |
| S        | Daniela Ginanneschi | IHF              | definitivo |
| C        | Chiara Lapi         | Terre Verdiane   | definitivo |
| S        | Tina Lipicer        | Azərreyl         | definitivo |
| C        | Serena Malvestito   | River            | definitivo |
| C        | Ivana Miloš         | Lokomotiv Baku   | definitivo |
| L        | Simona Minervini    | Bari             | definitivo |
| S        | Rachele Natali      | Idea             | definitivo |
| P        | Alessandra Petrucci | Casalmaggiore    | definitivo |
| S/O      | Aleksandra Sorokina | Omička           | definitivo |
| C        | Federica Stufi      | Villa Cortese    | definitivo |
| S        | Serena Vece         | Idea             | definitivo |
| S        | Alessandra Ventura  | Towers           | definitivo |

| Cessioni | Cessioni          | Cessioni          | Cessioni   |
| R.       | Nome              | a                 | Modalità   |
| -------- | ----------------- | ----------------- | ---------- |
| C        | Lucrezia Alfonsi  | ?                 | definitivo |
| P        | Valentina Baldini | Beng Rovigo       | definitivo |
| S/O      | Nassira Camara    | Istres            | definitivo |
| C        | Lisa Cheli        | San Mariano       | definitivo |
| C        | Simona Ferranti   | Junior Casale     | definitivo |
| C        | Anita Filipovics  | ?                 | definitivo |
| C        | Serena Malvestito | Casalmaggiore     | definitivo |
| L        | Jessica Moretti   | Soverato          | definitivo |
| S/O      | Daiana Mureșan    | Robursport Pesaro | definitivo |
| P        | Elisa Muri        | Potsdam           | definitivo |
| S        | Rachele Natali    | San Mariano       | definitivo |
| S        | Tania Poli        | ?                 | definitivo |
| C        | Valentina Salvia  | ?                 | definitivo |
| S        | Serena Vece       | ?                 | definitivo |

## Risultati

### Serie A1

#### Girone di andata
| 1ª giornata - 21 ottobre 2012 PalaDozza, Bologna              | Forlì Bologna  | 2 - 3 | Villa Cortese       | 17-25, 25-19, 22-25, 25-21, 11-15 |
| 2ª giornata - 28 ottobre 2012 Palazzetto dello Sport, Giaveno | Cuatto Giaveno | 3 - 0 | Forlì Bologna       | 25-22, 25-20, 25-13               |
| 3ª giornata - 3 novembre 2012 PalaDozza, Bologna              | Forlì Bologna  | 0 - 3 | Imoco               | 21-25, 16-25, 14-25               |
| 5ª giornata - 18 novembre 2012 PalaDozza, Bologna             | Forlì Bologna  | 0 - 3 | Bergamo             | 22-25, 21-25, 15-25               |
| 6ª giornata - 24 novembre 2012 PalaDozza, Bologna             | Forlì Bologna  | 1 - 3 | Chieri Torino       | 25-20, 14-25, 15-25, 22-25        |
| 7ª giornata - 2 dicembre 2012 PalaBanca, Piacenza             | River          | 3 - 0 | Forlì Bologna       | 25-17, 25-18, 25-19               |
| 8ª giornata - 9 dicembre 2012 PalaDozza, Bologna              | Forlì Bologna  | 0 - 3 | Robursport Pesaro   | 23-25, 15-25, 14-25               |
| 9ª giornata - 16 dicembre 2012 PalaYamamay, Busto Arsizio     | Busto Arsizio  | 3 - 0 | Forlì Bologna       | 25-15, 25-17, 25-14               |
| 11ª giornata - 26 dicembre 2012 PalaDozza, Bologna            | Forlì Bologna  | 1 - 3 | Robur Tiboni Urbino | 25-21, 21-25, 14-25, 20-25        |

#### Girone di ritorno
| 13ª giornata - 6 gennaio 2013 PalaBorsani, Villa Cortese | Villa Cortese       | 3 - 0 | Forlì Bologna  | 25-18, 25-17, 25-17               |
| 14ª giornata - 20 gennaio 2013 PalaDozza, Bologna        | Forlì Bologna       | 3 - 2 | Cuatto Giaveno | 24-26, 25-23, 25-16, 22-25, 15-6  |
| 15ª giornata - 2 febbraio 2013 PalaVerde, Villorba       | Imoco               | 3 - 1 | Forlì Bologna  | 25-20, 22-25, 25-23, 26-24        |
| 16ª giornata - 17 febbraio 2013 PalaNorda, Bergamo       | Bergamo             | 3 - 2 | Forlì Bologna  | 18-25, 23-25, 25-23, 25-22, 15-8  |
| 17ª giornata - 24 febbraio 2013 PalaRuffini, Torino      | Chieri Torino       | 1 - 3 | Forlì Bologna  | 27-25, 22-25, 21-25, 24-26        |
| 18ª giornata - 6 marzo 2013 PalaDozza, Bologna           | Forlì Bologna       | 1 - 3 | River          | 22-25, 25-21, 17-25, 21-25        |
| 19ª giornata - 10 marzo 2013 PalaCampanara, Pesaro       | Robursport Pesaro   | 3 - 2 | Forlì Bologna  | 23-25, 25-22, 24-26, 25-21, 16-14 |
| 20ª giornata - 24 marzo 2013 PalaDozza, Bologna          | Forlì Bologna       | 0 - 3 | Busto Arsizio  | 15-25, 21-25, 18-25               |
| 21ª giornata - 6 aprile 2013 PalaMondolce, Urbino        | Robur Tiboni Urbino | 3 - 2 | Forlì Bologna  | 25-19, 24-26, 26-24, 24-26, 15-11 |

#### Play-off scudetto
| Ottavi di finale (gara 1) - 10 aprile 2013 PalaDozza, Forlì      | Forlì Bologna     | 0 - 3 | Robursport Pesaro | 17-25, 22-25, 17-25 |
| Ottavi di finale (gara 2) - 14 aprile 2013 PalaCampanara, Pesaro | Robursport Pesaro | 3 - 0 | Forlì Bologna     | 25-18, 25-18, 26-24 |

## Statistiche

### Statistiche di squadra
| Competizione | Punti | In casa | In casa | In casa | In trasferta | In trasferta | In trasferta | Totale | Totale | Totale |
| Competizione | Punti | G       | V       | P       | G            | V            | P            | G      | V      | P      |
| ------------ | ----- | ------- | ------- | ------- | ------------ | ------------ | ------------ | ------ | ------ | ------ |
| Serie A1     | 9     | 10      | 1       | 9       | 10           | 1            | 9            | 20     | 2      | 18     |
| Totale       | -     | 10      | 1       | 9       | 10           | 1            | 9            | 20     | 2      | 18     |

G = partite giocate; V = partite vinte; P = partite perse

### Statistiche dei giocatori
| Giocatore      | Serie A1 | Serie A1 | Serie A1 | Serie A1 | Serie A1 | Totale | Totale | Totale | Totale | Totale |
| Giocatore      | P        | PT       | AV       | MV       | BV       | P      | PT     | AV     | MV     | BV     |
| -------------- | -------- | -------- | -------- | -------- | -------- | ------ | ------ | ------ | ------ | ------ |
| L. Alfonsi     | 0        | 0        | 0        | 0        | 0        | 0      | 0      | 0      | 0      | 0      |
| S. Arimattei   | 20       | 170      | 154      | 15       | 1        | 20     | 170    | 154    | 15     | 1      |
| N. Brussa      | 8        | 120      | 108      | 9        | 3        | 8      | 120    | 108    | 9      | 3      |
| G. Carraro     | 7        | 1        | 1        | 0        | 0        | 7      | 1      | 1      | 0      | 0      |
| S. Coriani     | 5        | -        | -        | -        | -        | 5      | -      | -      | -      | -      |
| M. Cvetanović  | 11       | 158      | 143      | 12       | 4        | 11     | 158    | 143    | 12     | 4      |
| A. Filipovics  | -        | -        | -        | -        | -        | -      | -      | -      | -      | -      |
| D. Ginanneschi | 11       | 47       | 42       | 5        | 0        | 11     | 47     | 42     | 5      | 0      |
| C. Lapi        | 8        | 8        | 5        | 3        | 0        | 8      | 8      | 5      | 3      | 0      |
| F. Lavorenti   | 10       | 2        | 0        | 0        | 2        | 10     | 2      | 0      | 0      | 2      |
| T. Lipicer     | 7        | 111      | 99       | 10       | 2        | 7      | 111    | 99     | 10     | 2      |
| S. Malvestito  | -        | -        | -        | -        | -        | -      | -      | -      | -      | -      |
| I. Miloš       | 20       | 193      | 144      | 40       | 9        | 20     | 193    | 144    | 40     | 9      |
| S. Minervini   | 19       | -        | -        | -        | -        | 19     | -      | -      | -      | -      |
| R. Natali      | -        | -        | -        | -        | -        | -      | -      | -      | -      | -      |
| A. Petrucci    | 20       | 46       | 23       | 15       | 8        | 20     | 46     | 23     | 15     | 8      |
| F. Severi      | 6        | -        | -        | -        | -        | 6      | -      | -      | -      | -      |
| A. Sorokina    | 20       | 72       | 60       | 10       | 2        | 20     | 72     | 60     | 10     | 2      |
| F. Stufi       | 20       | 179      | 129      | 39       | 11       | 20     | 179    | 129    | 39     | 11     |
| S. Vece        | 5        | 1        | 0        | 0        | 1        | 5      | 1      | 0      | 0      | 1      |
| A. Ventura     | 7        | 31       | 29       | 1        | 1        | 7      | 31     | 29     | 1      | 1      |

P = presenze; PT = punti totali; AV = attacchi vincenti; MV = muri vincenti; BV = battute vincenti